# Łuba
Łuba – jezioro w Polsce, położone województwie kujawsko-pomorskim, w powiecie włocławskim, w gminie Włocławek, na południowy zachód od Włocławka o powierzchni 12,5 ha i głębokości 2,6 m. 